# سونغ دوان
سونغ دوان (بالصينية: 宋端) (5 أغسطس 1995 بداليان في الصين - ) هي لاعبة كرة قدم صينية في مركز الهجوم.

## وصلات خارجية
- سونغ دوان على موقع الاتحاد الدولي (مؤرشف)  (الإنجليزية)
- سونغ دوان على موقع قاعدة بيانات كرة القدم.إي يو (الإنجليزية)
- سونغ دوان على موقع Soccerway.com (الإنجليزية)
- سونغ دوان على موقع عالم كرة القدم.نت (الإنجليزية)